# Voormalig raadhuis (Princenhage)
Het Voormalig raadhuis in Princenhage is een historisch gebouw aan de in de stad Breda in de Nederlandse provincie Noord-Brabant. Het staat aan de Haagsemarkt in de wijk Princenhage, en was in gebruik als gemeentehuis toen deze wijk een zelfstandige gemeente was, dat was tot 1942. Vanaf toen heeft de nieuwe gemeente Beek, later Prinsenbeek er geresideerd tot 1968. Daarna vertrokken zij naar een eigen onderkomen in de Groenstraat te Prinsenbeek.  Tegenwoordig wordt het gebruikt als kantoor en als trouwzaal.
Het gebouw is ontworpen door Herman Huijsers en kwam in 1792 gereed. De voorgevel is van baksteen met vier Ionische pilasters in natuursteen. Bovenaan de gevel bevindt zich een brede kroonlijst met hierboven in het midden een fronton.
Het gebouw heeft een schilddak. Hierop staat een achtkantig open dakruiter dat zelf een koepeldak heeft. Hierin hangt een klokje uit 1763, vervaardigd door Johannes Specht.

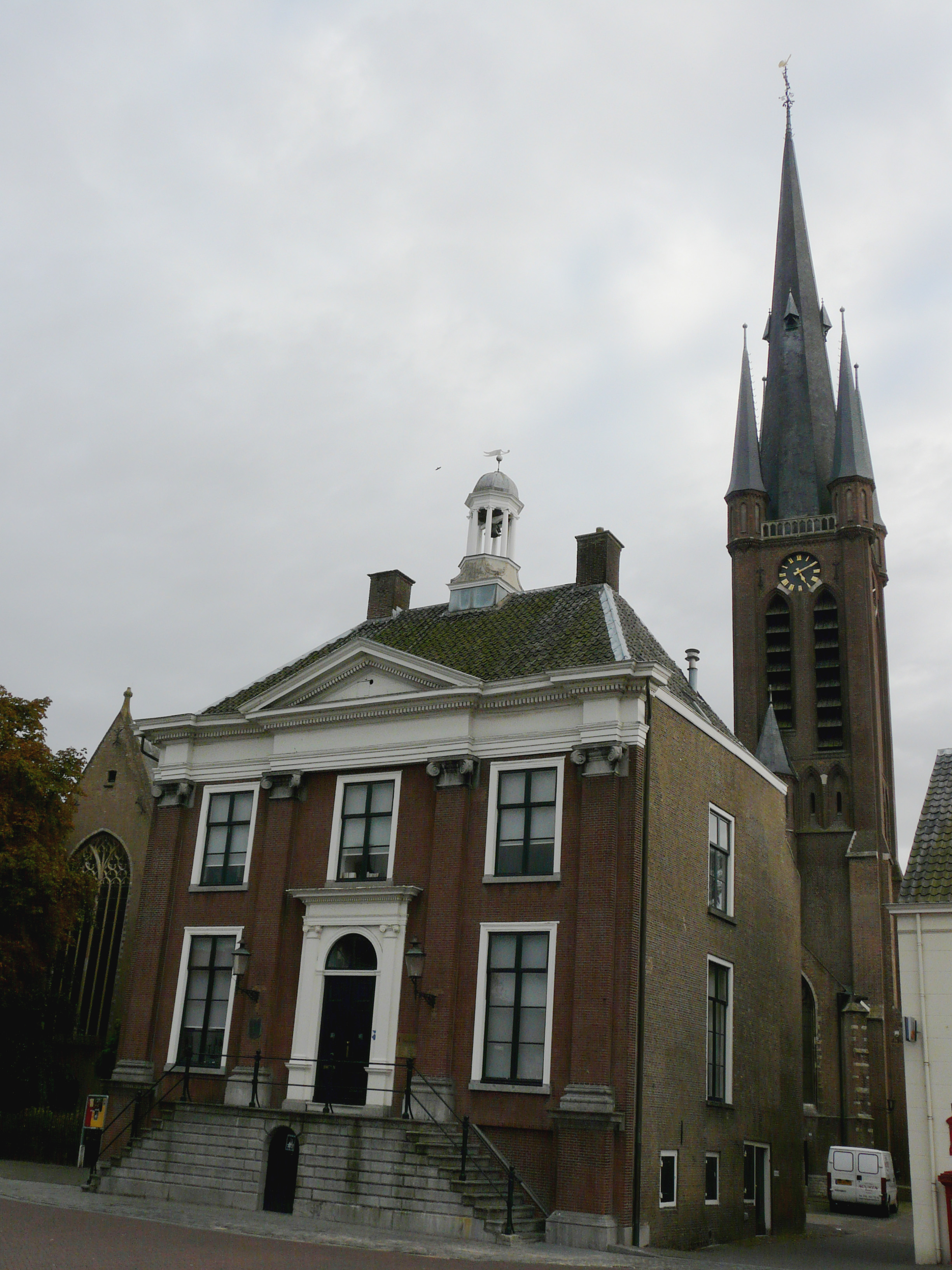
Voormalig raadhuis van Princenhage